# Drapeau franco-albertain

Le drapeau des Franco-albertains.

Le drapeau franco-albertain est l'étendard de la communauté francophone (connus comme étant Franco-albertains) vivant dans la province de l'Alberta au Canada.
Le drapeau fut créé par Jean-Pierre Grenier et adopté en mars 1982 par l'Association canadienne-française de l'Alberta. Ce projet fut le vainqueur d'un concours organisé par l'association Francophonie jeunesse de l'Alberta.
Le drapeau reprend les trois couleurs du drapeau français, à savoir, le bleu, le blanc et le rouge avec sur la partie bleue, une fleur-de-lys blanche symbole de la France (et du Québec) et une rose sauvage ou églantier, symbole de l'Alberta. Les deux bandes en diagonales blanche et bleue symbolisent la traversée des cours d'eau et des routes par les pionniers canadiens-français.
En juin 2017, la province de l'Alberta a reconnu le drapeau franco-albertain comme "symbole de distinction" en vertu de la loi intitulée Emblems of Alberta Act. Il fait donc partie des emblèmes de l'Alberta, qui reflètent l'histoire de la province et la diversité de ses peuples et paysages.  
Afin d'encourager la population francophone à célébrer le mois de la francophonie, la chanson suivante fut écrite par Amanda Ranger et Stéphanie Perras en lien avec le drapeau franco-albertain: 
Affichons nos couleurs (Bleu, blanc, rose)
Cette chanson n'est pas reconnue officiellement comme étant la chanson du drapeau franco-albertain. 